# Etica militare in Italia
L'etica militare in Italia indica un corpus di principi di etica militare, l'insieme dei principi filosofici che caratterizzano l'impronta morale delle forze armate italiane e dei corpi armati nazionali ad ordinamento militare. (forze di polizia italiane).
La condotta degli appartenenti a questi enti è comunque regolamentata formalmente e le previsioni in materia sono state riformate a partire dalla fine degli anni settanta, del XX secolo.

## Storia

### I Regolamenti dal 1859 al 1929
I regolamenti del 1859 e del 1872 nel loro primo paragrafo recitano che "L'Esercito è istituito per sorreggere il Trono, tutelare le leggi e le istituzioni, far guerra ovunque venga ordinato dal Sovrano, difendere sino all'estremo l'onore e l'indipendenza della Patria".
Le stesure del 1907 e del 1929 invece prescrivono che "L'Esercito, del quale è comandante supremo S.M. il Re, è istituito per difendere sino all'estremo l'onore e l'indipendenza della Patria, facendo guerra ovunque venga dal Sovrano ordinato e per tutelare le istituzioni e le leggi nazionali ".

### La Costituzione repubblicana
All'art. 11 si afferma che:
,

All'art. 52 si statuisce che 
All'art. 54 si precisa che:
Infine l'art. 103 dispone:

### Il Regolamento di Disciplina militare del 1964
Il regolamento del 1964, che per la prima volta si rivolge a tutte le forze armate italiane, sancisce nella sua Premessa che esse "... sono istituite per difendere sino all'estremo l'onore e l'indipendenza della Patria combattendo ovunque venga ordinato e per tutelare in obbedienza agli ordini ricevuti le istituzioni e le leggi nazionali".
L'Avvertenza pubblicata in calce al Regolamento precisava "Il Regolamento di disciplina militare è il codice morale delle Forze armate ed enuncia i principi ed indica i metodi per creare e rafforzare una sostanziale disciplina. Esso deve essere riconosciuto, meditato ed osservato da tutti i militari, soprattutto da quanti rivestono un grado ed hanno missione di educatori. I principi morali e disciplinari dettati dal presente Regolamento formano la base e la forza dell'istituzione militare."
Dal punto di vista della dottrina, la Premessa al Regolamento del '64 così argomenta:
- "... Le Forze armate, per evitare ogni possibile incrinatura nella propria compagine e per esercitare imparzialmente le alte funzioni derivanti dai doveri istituzionali, debbono in ogni circostanza mantenersi al di fuori delle competizioni politiche.
- L'azione di tutte le Forze armate deve essere pronta e concorde, e perciò le attribuzioni e i doveri di ciascun elemento della gerarchia militare debbono essere definiti con regole certe ed inviolabili.
- Nella osservanza di queste regole consiste la disciplina militare.
- Essa è principale virtù delle Forze armate e primo dovere del militare di ogni grado.
- La storia di tutti i tempi e di tutte le nazioni prova che nella disciplina, assai più che nel numero, sta la forza delle istituzioni militari.
- La disciplina si infonde in tempo di pace e si mantiene salda in tempo di guerra mercé la diligente e costante abitudine di osservarne i precetti."

Sulla base dei principi enunciati nella Premessa e nell'Avvertenza - inedite formule per un Regolamento promulgato con Decreto del presidente della Repubblica - si struttura un modo nuovo, e forse ritenuto più democratico, di concepire l'essere militare. È così che nelle numerose scuole militari delle Forze armate, dell'Arma dei Carabinieri, del Corpo della Guardia di Finanza e del Corpo degli Agenti di Custodia si cerca di insegnare una nuova Etica militare la cui dottrina si svilupperà a fatica. In particolare modo, si incentrerà l'impostazione formativa sull'educazione all'obbedienza, dai massimi istituti formativi per gli ufficiali (Accademie, Scuole di Applicazione e scuole per allievi ufficiali di complemento), alle scuole sottufficiali ed ai reparti di addestramento per le truppe.
Secondo l'Ufficio Storico dello Stato Maggiore dell'Esercito, quella degli anni '60 e '70 fu una società militare disorientata che non intravedeva possibilità di impiego professionale (la guerra), che costituiva comunque un enorme serbatoio occupazionale, che vedeva la classe ufficiali annoverare sempre più elementi provenienti dai ceti medio-bassi, anche loro afflitti da problemi di sostentamento economico.
L'ondata terroristica degli anni '70 - '80 rese ancor più problematici gli arruolamenti talché anche i criteri di selezione furono resi più "elastici". Le Forze armate divennero veramente un esercito di popolo che nel 1978 richiederà con forza cambiamenti radicali.
Nel 1981 il Corpo delle Guardie di Pubblica Sicurezza fu smilitarizzato e convertito nella Polizia di Stato, e successivamente si ebbe la smilitarizzazione del Corpo degli Agenti di Custodia, convertito in Polizia Penitenziaria.

### La riforma dell'Ordinamento militare del 1978
Da ultimo, in ordine di tempo l'art. 1 della legge 11 luglio 1978, n. 382 afferma che:
- Le Forze armate sono al servizio della Repubblica; il loro ordinamento e la loro attività si informano ai principi costituzionali.
- Compito dell'Esercito, della Marina e dell'Aeronautica è assicurare, in conformità al giuramento prestato ed in obbedienza agli ordini ricevuti, la difesa della Patria e concorrere alla salvaguardia delle libere istituzioni e al bene della collettività nazionale nei casi di pubbliche calamità.

Quanto all'evoluzione dei doveri che incombono sul soldato, Dio, Re e Patria erano i valori fondamentali cui si riferivano i regolamenti del 1859 e 1872. Il primo conteneva una lunga elencazione di doveri che violavano la sfera personale dei singoli e fissavano, una per una, le norme di comportamento della vita familiare, la religione, l'uso delle proprie cose. Sovrano e Patria erano un bene supremo ed inscindibile. Il Regolamento del '64 si presentava invece come una previsione di doveri di carattere generale afferenti al solo status militare ed il dovere di "obbedienza", prima "assoluta", è divenuta "pronta, leale e rispettosa".
Questi schemi organizzativi legati al passato ed i relativi precetti etici vengono accantonati nel 1978: infatti le norme di principio, prima dei doveri, trattano dei diritti costituzionalmente garantiti al cittadino-soldato, non più soldato-suddito.
Tutte queste situazioni relative alle modifiche ordinative, normative e strutturali dello strumento militare vennero inesorabilmente ad incidere sui riferimenti classici dell'Etica militare propria della società militare italiana: la Patria, la Bandiera, il Giuramento, la Disciplina militare, l'Onore e le Tradizioni militari.

### L'ordinamento giuridico-militare italiano vigente
La delimitazione dottrinaria dell'Etica militare italiana è coerente con i principi animatori della carta costituzionale, i quali sono applicati tramite le seguenti norme:
- Legge 11 luglio 1978, n. 382 "Norme di principio sulla disciplina militare";
- Regolamento di attuazione della Rappresentanza Militare approvato con D.P.R. 4 novembre 1979, n. 691 e relativo Regolamento interno (D.M. 9 ottobre 1985);
- Nuovo Regolamento di Disciplina Militare emanato con D.P.R. 18 luglio 1986, n. 545,
- Legge 23 agosto 2004, n. 226 "Sospensione anticipata del servizio obbligatorio di leva e disciplina dei militari di truppa in ferma prefissata".[11]
- Decreto del presidente della Repubblica 15 marzo 2010 n. 90 ("Testo unico delle disposizioni regolamentari in materia di ordinamento militare,  a norma dell'articolo 14 della legge 28 novembre 2005, n. 246.").

Testi che, secondo il Boursieur-Niutta ed il Gentili nel loro "Codice di disciplina militare", avrebbero trasformato il soldato-suddito dell'ordinamento disciplinare previgente nel soldato-cittadino. Gli stessi avevano argomentato che prima della riforma del 1978, completatasi con la promulgazione nel 1986 del nuovo Regolamento di Disciplina militare (RDM), vigeva il Regolamento di Disciplina militare del 1964 che aveva di fatto, ma anche di diritto, posto in essere in un regime repubblicano un ordinamento militare autonomo, da quegli autori valutato come una sorta di stato nello stato che obbedisce alle sue regole, talora in contrasto, o almeno non in sintonia, con alcuni dei principi cardine posti alle basi dell'ordinamento della repubblica.
Ed in parallelo al Regolamento di Disciplina del 1964, sempre secondo quegli autori, anche i Codici penali militari di pace e di guerra e la legge del 1941 - che regolamentava l'Ordinamento giudiziario militare- con legge italiana di guerra "andavano per loro conto" quali riconosciuti strumenti della "giustizia cd dei capi".

### I principi dell'Etica militare nell'Italia contemporanea
I principi enunciati nei regolamenti della disciplina militare, nella costituzione repubblicana, nella "Legge di principio del 1978", succedutisi in Italia nell'Ottocento e nel Novecento, costituiscono alcuni dei principii fondanti dell'etica militare.
In particolare rilevano le stesure regolamentari del 1859, 1872, 1907, 1929, del 1964 e quella del 1978, del 1986 e del 2010 attualmente vigente.
L'adesione dell'individuo alle forze armate richiede ove necessario il sacrificio della vita stessa e questa disponibilità è richiesta in Italia sia alle forze della Repubblica Italiana, sia a quelle della Città del Vaticano.
Il decalogo del combattente:
1. Comportati da soldato disciplinato. La disobbedienza alle leggi di guerra macchia la tua unità e te stesso e crea sofferenze inutili che, lungi dall'attenuare la volontà di battersi del nemico, lo spingono alla vendetta.
2. Combatti solo i tuoi nemici e gli obiettivi militari.
3. Non provocare distruzioni superiori di quelle che richiede l'assolvimento del tuo compito.
4. Non combattere il nemico che si arrende o che è fuori combattimento. Raccoglilo, disarmalo e consegnalo al tuo superiore. Rispetta e proteggi i naufraghi del mare e dell'aria.
5. Tratta con umanità tutti i civili ed i nemici che si trovano in tuo potere.
6. Raccogli e cura i feriti ed i malati amici, nemici e civili al termine dell'azione o, durante l'azione, solo se te lo ordina il tuo comandante.
7. Non prendere ostaggi e non fare mai atti di vendetta.
8. Rispetta le persone ed i beni muniti dei simboli della croce rossa, della protezione dei beni culturali, della protezione civile e la bandiera bianca del parlamentare.
9. Non rubare né saccheggiare le proprietà ed i beni di tutti.
10. Informa il tuo superiore di qualunque atto di ostilità.

## Evoluzione della condizione militare

### La condizione militare in Italia a cavallo delle due guerre mondiali
La monarchia nello stato unitario, pur tra enormi difficoltà economiche vive momenti di autentica riaffermazione nel momento in cui intraprende la guerra contro l'Austria-Ungheria, conclusasi con una onerosa vittoria guadagnata da quel Regio Esercito nel quale si identificava casa Savoia. La vittoria aveva dato lustro e prestigio anche alla casta militare. La prima guerra mondiale vide i militari di carriera entusiasti, perché l'evento consentiva loro, dopo tanti anni, di poter essere attori di un evento bellico classico che li entusiasmava considerato il prestigio del nemico, che vantava il più grande esercito dell'epoca.
Fu una guerra che venne caratterizzata anche da eccessi di severità da parte delle alte gerarchie, che ordinarono esecuzioni sommarie per limitare le numerose diserzioni e le insubordinazioni e perfino la decimazione.
Alla esperienza della prima guerra mondiale, fece seguito l'avvento del fascismo, durante il quale vi fu la convivenza dei militari con la Milizia Volontaria per la Sicurezza Nazionale, il conferimento a Benito Mussolini del grado di Primo Maresciallo dell'Impero contemporaneamente al sovrano, insieme ad altri numerosi cambiamenti ed alle continue interferenze dei gerarchi fascisti sulla realtà militare, che crearono una caduta di tensione nelle alte gerarchie militari, progressivamente allontanate dalle numerose posizioni di potere prima occupate.
Con questo spirito di minore compattezza tra militari e di forte diffidenza tra la società militare e la classe dirigente fascista, l'Italia si avviò verso la tragica avventura bellica del secondo conflitto mondiale, dal quale i militari italiani uscirono sconfitti anche sul piano morale. L'invasione alleata delle regioni meridionali portò alla caduta del governo di Mussolini e alla controversa nomina del Maresciallo d'Italia Pietro Badoglio come primo ministro.
Il dopo guerra fu caratterizzato da momenti di grande confusione e travaglio: vennero esaminate le posizioni dei tanti che erano transitati nelle forze armate della Repubblica di Salò. Si crearono problemi di coscienza al momento del referendum istituzionale, si dovettero verificare situazioni di indegnità e si dovettero esaminare le accuse di atrocità a carico di tanti militari venutisi a trovare a fianco degli Alleati, dell'Asse o di formazioni partigiane.

### La condizione militare in Italia dopo la 2ª guerra mondiale
Sostengono Boursieur-Niutta e Gentili che, sostanzialmente, la società militare italiana è stata sempre caratterizzata da una strutturazione fortemente gerarchicizzata e da "distinzioni di casta" rappresentata dalle categorie in cui sono differenziati i militari: gli Uffiziali, i Bassuffiziali e la truppa nell'Ottocento, gli Ufficiali, i Sottufficiali e la truppa fino agli anni '80- '90 del secolo scorso e poi gli Ufficiali, i Marescialli/Ispettori, i Sergenti/Brigadieri, i militari di truppa ed i volontari.
Una costante di queste differenziazioni è che la categoria degli ufficiali ha sempre rappresentato e rappresenta tutt'oggi un'élite. Sicuramente non è più una diretta emanazione della nobiltà e dell'alta borghesia come lo era sino alla 2ª guerra mondiale, ma costituisce appunto una élite perché i suoi componenti - per la forte idealità che è normalmente alla base della loro scelta di vita, per la forte aspirazione a raggiungere i più alti gradi della gerarchia, per la frequente necessità di cambiare sedi ed incarichi - vivono una dimensione ideale e professionale diversa dalle altre categorie che - ottenuta da lungo tempo la garanzia di percorrere pressoché automaticamente tutti i gradini della carriera nelle rispettive categorie - ricercano invece, normalmente, una stabilità di sede, un trattamento economico adeguato ed un impegno il più possibile limitato e quasi impiegatizio.
Un qualche cambiamento si è registrato con la professionalizzazione dei  "volontari" (ruolo della truppa e dei sergenti) delle Forze armate e con il loro prevalente impiego all'estero in operazioni di peace-keeping o peace-maintening.
Rimane però un atteggiamento di fondo che - attraverso la Rappresentanza militare, qualche movimento che ricerca la sindacalizzazione ed una parte dell'opinione pubblica assolutamente contraria all'impiego dello strumento militare in operazioni militari -  tende ad ottenere un'assimilazione al pubblico impiego civile.
Inoltre, è opinione diffusa che per molti giovani la scelta di arruolarsi come volontari  nelle Forze armate è semplicemente la ricerca di un posto di lavoro.
Tuttavia le Forze armate, ormai definitivamente professionalizzate, sono e sempre di più saranno costituite da uomini e donne formati con cura e con un bagaglio culturale sempre più completo e continuamente aggiornato, perché oggi la formazione deve essere necessariamente permanente.
Di pari passo, anche l'addestramento sarà di livello altrettanto elevato.
Peraltro il massiccio e continuo impiego delle Forze armate in operazioni sui teatri operativi internazionali conferisce ai militari italiani una professionalità sconosciuta fino a pochi anni fa, da tempo invece acquisita da americani (US), inglesi (UK) e francesi.
Anche per i militari italiani oggi si applica la regola che da tempo vale per gli eserciti professionali di tutto il mondo occidentale: " studia e cresci oppure... esci ".

### La condizione militare nelle Forze armate italiane oggi
Secondo Gianalfonso D'Avossa la condizione militare è "un modo di essere, fatto di scienza ed arte, di poesia e di forza, di pensiero (la missione) ed azione (la professione) in un rapporto dialettico con la società nella quale e per la quale si opera".  E nella condizione militare si possono evidenziare due componenti, una tecnica ed una morale. Da queste due componenti, radicalmente opposte, si ottengono le connotazioni peculiari del professionista militare, come dirigente militare, la cui etica è di matrice tecnica, e quella di "capo per vocazione", la cui etica è di matrice eroica.
Il primo fattore, quello tecnico, deriva principalmente dalla modernizzazione crescente dei mezzi, strumenti ed armi in dotazione. Lo sviluppo tecnologico dello strumento militare ha favorito la crescita della specializzazione militare in un contesto in cui il mezzo tecnico sembra prendere il sopravvento sull'uomo.
Gli stessi valori di autorità e gerarchia hanno acquisisto nuove valenze rispetto al sistema tradizionale. Se prima per avere autorità bastava avere una carica come fosse una investitura divina, oggi ciò non basta. Per avere autorità bisogna anzitutto dimostrare di possedere i requisiti giusti ed essere all'altezza della situazione.
La professionalità richiede un aggiornamento continuo per mantenersi al passo coi tempi e la specializzazione spinta porta ad una frammentazione della società militare.
Il militare oggi percepisce sempre meno la specificità del gruppo sociale al quale appartiene e sembrerebbe addirittura che la disciplina e militarità abbiano minore importanza rispetto alla specializzazione ed alla professionalità.
In questo modo il fattore tecnico incide sulla società militare modificando le strutture ed ingenerando l'individualismo. Tutto ciò porta all'identificazione di un modello nel quale si ritiene superata la militarità.
Questa "civilizzazione" progressiva ha portato di fatto ad alcuni aspetti quali la sindacalizzazione, l'orario di servizio con lo straordinario ed il superamento del tradizionale sistema dei rapporti gerarchici.
Il secondo modello di riferimento sottolinea invece la specificità dell'etica militare e la prevalenza del fattore morale, imperniato sui valori etici della lealtà, del  coraggio, del rigore morale, del senso del dovere, del rispetto dei diritti e della dignità umana, del sereno e generoso spirito di dedizione al prossimo.
Così, va sottolineato che al militare, unico caso tra tutte le professioni, può essere richiesto quando le circostanze lo rendano necessario il sacrificio della vita: è noto che a nessuno ed in nessuna professione può essere imposto tale obbligo.
Il militare pertanto ha bisogno di credere in quei valori originali della sua missione al servizio del paese e della collettività ed ovviamente l'interesse generale deve prevalere sul suo interesse personale ed immediato.
In sintesi il militare non può essere solo un cittadino cui sono state consegnate delle armi. La sua condizione è diversa da quella delle altre professioni perché implica l'adesione integrale a quel sistema di valori tradizionali che sono alla base della solidarietà e della capacità combattiva.
Sostiene sempre il D'Avossa che questo modello caratterizzato dalla specificità della condizione militare contiene tranquillamente il primo perché non può esistere specificità senza professionalità. La deontologia della professione militare quindi è nello stesso tempo diversa e più complessa delle altre. Essa implica infatti uno stile di vita che si fonda su un sapere tecnico-scientifico, come qualsiasi altra professione, ma in più poggia sui valori etico-morali e culturali e su principi di comportamento del tutto particolari. Sono propria questa ampiezza della deontologia e la valenza dei suoi contenuti che fanno del militare un servitore dello stato molto speciale. Il militare si distingue per disponibilità personale, per l'atemporaneità e spazialità del suo impiego che mettono in risalto il più autentico spirito di servizio e la solidarietà nei confronti della collettività.

### L'evoluzione dell'etica nelle Forze armate dal dopoguerra ad oggi
Il ricorrente ricorso all'impiego delle Forze armate, e fra queste segnatamente alla Forza armata Esercito, per fronteggiare cicliche emergenze nazionali non afferenti alla difesa esterna del Paese, pongono spesso il problema di quale debba essere il vero e giusto ruolo delle Forze armate. Arturo Parisi è persino giunto ad affermare che l'esito inevitabile della spirale del ricorso ai militari- per problematiche di ordine interno del Paese (emergenze di protezione civile, emergenza rifiuti, vigilanza delle città a rischio criminalità o terrorismo, ecc.) - sarà la militarizzazione della società o la smilitarizzazione delle Forze armate o, paradossalmente, tutte e due.
Al riguardo si può osservare che certo non c'è da temere la militarizzazione degli italiani perché -sostiene sempre Parisi- esistono solidi anticorpi al riguardo. Per contro è più verosimile che si possa arrivare ad una pseudo smilitarizzazione e deprofessionalizzazione delle Forze armate se si insisterà ad impiegarle, previo uno specifico addestramento ed indottrinamento, in campi non propriamente militari.
Si può ricordare come negli anni sessanta le ricorrenti emergenze di protezione civile -quando la omologa organizzazione civile non esisteva ancora- e le emergenze rifiuti fossero divenute le uniche aree di impiego di uno strumento militare ancora enorme e apparentemente non più utilizzabile in operazioni militari vere e proprie. Si giunse poi alla riforma del 1978 e si perseguì la strategia politica di riduzione dello strumento a vantaggio della specializzazione, modernizzazione e maggiore efficienza. Si dovette però giungere all'intervento in Libano per vedere i militari tornare a "fare i militari". Seguì la prima guerra del golfo ed interventi progressivamente estesi in tutte le zone di crisi nel mondo: l'Etica militare tornò ad essere il riferimento dei militari che per un lungo periodo si erano dovuti accontentare della sola Educazione civica.
Infine, la professionalizzazione delle Forze armate ha costituito una svolta molto decisa nel ruolo delle Forze armate di oggi, nella loro preparazione, nel loro sostegno in termini di risorse e consenso, nel loro impiego in Patria e all'estero. Certo, alla dottrina, ma soprattutto alla politica rimane la decisione finale circa quanto la militarità debba essere considerata un valore da preservare. Già in Europa vi sono stati, quali la Germania, dove i militari usufruiscono addirittura di libertà sindacali.
Ulteriori elementi di valutazione vanno poi ricercati nell'istituzione, quando ancora esisteva il servizio di leva, dell'Osservatorio sui fenomeni di "nonnismo" e sui casi di mobbing che negli ultimi anni sono stati portati all'attenzione anche dell'Autorità Giudiziaria militare. In astratto, ci si deve anche interrogare se queste due realtà non siano incompatibili con lo status militare e non siano anch'esse un indice di progressiva smilitarizzazione, nella considerazione che il militare, il soldato, il combattente dovrebbe naturalmente possedere qualità che lo rendono immune da eccessive sensibilità nei vari aspetti della vita di relazione interpersonale. Ma queste sono valutazioni rimesse alla sfera decisionale politica.

## Il dibattito in dottrina
La dottrina nazionale di riferimento del periodo antecedente al 1978 si basava su due opere classiche di fine Ottocento, l'Arte del comando (del capitano francese Andrea Gavet) ed "Il galateo del Carabiniere" del colonnello dei Reali Carabinieri Giancarlo Grossardi, nonché sulle stesure regolamentari - rinnovate normalmente ogni 20-25 anni -  dei corpi di terra e di mare prima e delle (allora) tre forze armate poi, sulle diverse codificazioni penali militari di pace e di guerra, sulla giurisprudenza dei tribunali militari e del Tribunale supremo militare, sulle leggi riguardanti la nazione in guerra, l'ordinamento giudiziario militare.
Dopo la riforma operata dalla legge 11 luglio 1978, n. 382 ("Norme di principio sulla disciplina militare")., l'etica militare nazionale è stato argomento di testi come la circolare 1000/A/2 (Il manuale del combattente),  emanata dallo Stato Maggiore dell'Esercito (SME), che enunciava il Decalogo del combattente; questo decalogo sintetizza i principi recepiti nelle convenzioni internazionali, oggi codificati nel diritto umanitario internazionale.
Oltre le fonti normative e la dottrina, ineriscono all'etica militare anche la tradizione e lo spirito di corpo delle singole forze armate e dei corpi che le costituiscono, cui fanno riferimento gli artt. 17 del regolamento di disciplina del 1964 e l'art. 16 del regolamento del 1986. Infatti, il regolamento del 1964 definiva lo "spirito di corpo" come un "sentimento di solidarietà che scaturisce dall'avere un alto scopo comune, dalla comunità di ideali, sacrifici e fatiche". Ed era una conseguenza di questo sentimento comune fra i militari che imponeva a ciascun appartenente alle forze armate di considerare come propria la reputazione e l'amore per il corpo di appartenenza, verso il quale doveva adoperarsi per accrescerne il prestigio. La formulazione del 1986 evidenzia l'interesse primario della realizzazione e del mantenimento dell'efficienza e del prestigio delle forze armate, o del corpo, che deriva dalla collaborazione e dalla solidarietà dei militari che ne fanno parte. Collaborazione offerta dal militare che "... osserva con senso di responsabilità consapevole tutte le norme attinenti alla disciplina ed ai rapporti gerarchici ...".
Sempre in tema di tradizioni, etiche e storiche del corpo, e di spirito di corpo, il rispetto ed il mantenimento di questi valori compete in via prioritaria ai comandanti di corpo cui spetta anche il dovere del completamento ed affinamento della formazione etica e professionale dei subalterni neo-immessi nei ruoli.
Ulteriori fonti di continuo aggiornamento dei principi dell'etica militare in Italia sono poi contenute od enunciate nelle deliberazioni del Consiglio Supremo di Difesa, nel Consiglio Superiore delle forze armate, nelle comunicazioni delle Commissioni Difesa, del Parlamento, nei discorsi celebrativi del Presidente della repubblica, del Ministro della Difesa, del Capo di Stato Maggiore della Difesa, dei capi di stato maggiore delle forze armate, dei comandanti generali dell'Arma dei Carabinieri e della Guardia di Finanza, dei comandanti delle grandi unità e dei comandanti di corpo, in occasione di ricorrenze solenni quali anniversari di eventi bellici, feste annuali dei corpi,  conferimento di decorazioni al valore a bandiere o individuali, celebrazione di giuramenti, eccetera.

### Atti normativi
- Decreto legislativo 15 marzo 2010, n. 66, in materia di "Codice dell'ordinamento militare."
- Decreto del presidente della Repubblica 15 marzo 2010, n. 90, in materia di "Testo unico delle disposizioni regolamentari in materia di ordinamento militare."

### Testi
- Valori, P., Lezioni di filosofia morale, P. U. G., Roma, 1971.
- Canino, G., Prolusione del Capo di Stato Maggiore dell'Esercito, in Rassegna Arma CC suppl. n.4/1990.
- Mazzantini, C., Storia del pensiero antico, Bottega d'Erasmo, Torino, 1983.
- Leoni, M. ed altri, L'etica militare, Scuola di Guerra dell'Esercito, Civitavecchia, 1990.
- Bouthoul, G., La guerra, Aimondo, Roma, 1975.
- Preston, Wise, Storia sociale della guerra, Mondadori, Milano, 1973.
- Strasoldo, L., La pace, Mondadori, Milano 1975.
- Sabatini, A. G., Cultura cristiana e laica di fronte al problema della pace, in Tempo presente, Roma, lug.-ago 1993.
- Alessandro Gentili. Prolegomeni sull'etica nell'Arma dei Carabinieri, Laurus, Roma, 1995.
- Alessandro Gentili, Etica, cerimoniale e galateo per il Corpo della Guardia di Finanza, Laurus, Roma, 1996.
- Corcione, D., prefazione in Capogni, V., Il Papa tra i militari, SME, Roma, 1989.
- Trasatti, Rebuffoni, Mari, Il Papa ai difensori della pace, Velar, Bergamo, 1972.
- Loi, B., (conversazione di, ndr), L'etica militare,  Roma, 2006.
- Gian Carlo Grossardi, Galateo del carabiniere, Candeletti, Torino, 1879.
- Ferrari, G., La polizia militare: Profili storici, giuridici e d'impiego, in Rassegna Arma CC, Roma, suppl. n.2/1993.
- Domenico Libertini, Considerazioni sul giuramento con particolare riguardo a quello dei militari, in Rivista di Polizia, n.12, 1997.
- Domenico Libertini, Profili di etica militare, in Rassegna dell'Arma dei Carabinieri, n. 3, 1998
- Cariati, F., Il capo militare, in Informazioni Difesa, Roma, n. 5/2002, pag. 4 ss.
- Silvio Riondato (a cura di), Il nuovo ordinamento disciplinare delle forze armate (in collaborazione con altri giuristi)
- Eduardo Boursier-Niutta, Alessandro Gentili, Il codice di disciplina militare.